# Charles Bouvier
Charles Bouvier, född 28 augusti 1898, död 1964, var en schweizisk bobåkare.
Bouvier blev olympisk guldmedaljör i fyrmansbob vid vinterspelen 1936 i Garmisch-Partenkirchen.